# Mauzac (Alto Garona)
Mauzac (em occitano:  Mausac) é uma comuna francesa na região administrativa da Occitânia, no departamento do Alto Garona. Estende-se por uma área de 9.27 km², com 1.291 habitantes, segundo o censo de 2018, com uma densidade de 140 hab/km².